# Discographie de Buddy Holly

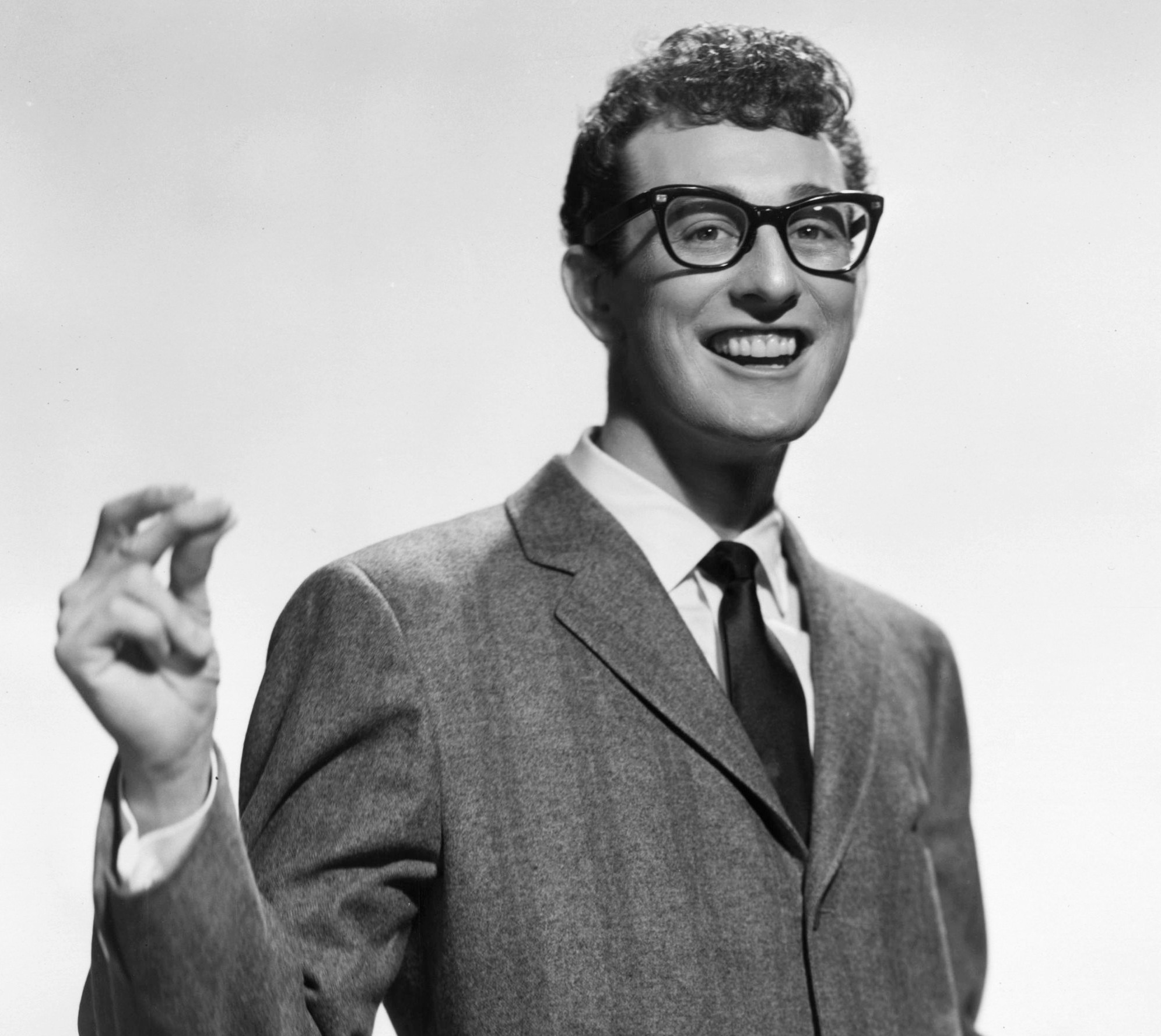
Buddy Holly en 1958

Buddy Holly a enregistré sous plusieurs noms et avec plusieurs groupes différents. Les Crickets ont joué sur presque tous ses singles en 1957 et 1958.
Holly a enregistré de manière prolifique avant sa mort prématurée dans un accident d'avion le 3 février 1959. Il a sorti trois albums au cours de sa vie. Coral Records a pu sortir de nouveaux albums et singles d'archives pendant 10 ans après sa mort, mais leur qualité technique était mitigée, certains étant des enregistrements en studio et d'autres des enregistrements pirates.
La majorité des disques de Holly sont sortis après sa mort et ont trouvé un public fidèle, surtout en Europe. La demande d'enregistrements inédits de Holly était si grande que son producteur, Norman Petty, a eu recours à l'overdub sur tout ce qu'il pouvait trouver: prises alternatives d'enregistrements en studio, prises initialement rejetées, Crying, Waiting, Hoping et les cinq autres titres de 1959 (ajoutant de nouveaux arrangements de guitare-surf), et même les démos amateurs de Holly de 1954 (sur lesquelles les pistes vocales de mauvaises qualités sont souvent étouffées par des orchestrations supplémentaires). Le dernier album original de Holly fut Giant (avec le single Love Is Strange), sorti en 1969. Entre les overdubs de 1959-1960 produits par Jack Hansen (avec des chœurs imitant le son des Crickets), les overdubs des années 1960 produits par Petty, diverses prises alternatives et les originaux non retouchés de Holly, plusieurs versions des mêmes chansons sont disponibles. Il existe également de nombreuses versions différentes du Greatest Hits ainsi que des reprises et des compilations de ses chansons interprétées par divers artistes. De nombreux singles et albums de son répertoire ont été publiés à titre posthume, à commencer par Peggy Sue Got Married en juillet 1959 et le coffret-collector de 6 disques Not Fade Away: The Complete Studio Recordings, 50 ans plus tard en 2009.

## Singles
| Année                                                                | Titres (Face A / Face B)                                                             | Artiste                  | Label      | Classement | Classement | Classement | Album                         |
| Année                                                                | Titres (Face A / Face B)                                                             | Artiste                  | Label      | US Hot 100 | US R&B     | UK         | Album                         |
| -------------------------------------------------------------------- | ------------------------------------------------------------------------------------ | ------------------------ | ---------- | ---------- | ---------- | ---------- | ----------------------------- |
| 1956                                                                 | Love Me (en) / Blue Days, Black Nights                                               | Buddy Holly              | Decca      | —          | —          | —          | That'll Be the Day            |
| 1956                                                                 | Modern Don Juan / You Are My One Desire                                              | Buddy Holly              | Decca      | —          | —          | —          | That'll Be the Day            |
| 1957                                                                 | That'll Be the Day / I'm Looking for Someone to Love                                 | The Crickets             | Brunswick  | 1          | 2          | 1          | The "Chirping" Crickets       |
| 1957                                                                 | Words of Love / Mailman, Bring Me No More Blues                                      | Buddy Holly              | Coral (en) | —          | —          | —          | Buddy Holly                   |
| 1957                                                                 | Rock Around with Ollie Vee / That'll Be the Day                                      | Buddy Holly              | Decca      | —          | —          | —          | That'll Be the Day            |
| 1957                                                                 | Peggy Sue / Everyday                                                                 | Buddy Holly              | Coral      | 3          | 3          | 6          | Buddy Holly                   |
| 1957                                                                 | Oh, Boy! (en) / Not Fade Away                                                        | The Crickets             | Brunswick  | 10         | 15         | 3          | The "Chirping" Crickets       |
| 1958                                                                 | Love Me / You Are My One Desire                                                      | Buddy Holly              | Decca      | —          | —          | —          | That'll Be the Day            |
| 1958                                                                 | I'm Gonna Love You Too (en) / Listen to Me                                           | Buddy Holly              | Coral      | —          | —          | —          | Buddy Holly                   |
| 1958                                                                 | Maybe Baby (en) / Tell Me How                                                        | The Crickets             | Brunswick  | 18         | 8          | 4          | The "Chirping" Crickets       |
| 1958                                                                 | Rave On / Take Your Time (extrait de The Buddy Holly Story, Vol. 2)                  | Buddy Holly              | Coral      | 37         | —          | 5          | Buddy Holly                   |
| 1958                                                                 | Think It Over (en) /                                                                 | The Crickets             | Brunswick  | 27         | 9          | 11         | The Buddy Holly Story         |
| 1958                                                                 | Fool's Paradise (extrait de Holly in the Hills)                                      | The Crickets             | Brunswick  | 58         | —          | —          | The Buddy Holly Story         |
| 1958                                                                 | Girl on My Mind / Ting-a-Ling                                                        | Buddy Holly              | Decca      | —          | —          | —          | That'll Be the Day            |
| 1958                                                                 | Early in the Morning (en) / Now We're One (extrait de The Buddy Holly Story, Vol. 2) | Buddy Holly              | Coral      | 32         | —          | 17         | The Buddy Holly Story         |
| 1958                                                                 | It's So Easy! (en) / Lonesome Tears (extrait de Holly in the Hills)                  | The Crickets             | Brunswick  | —          | —          | —          | The Buddy Holly Story         |
| 1958                                                                 | Real Wild Child (en) / Oh, You Beautiful Doll                                        | « Ivan » (Jerry Allison) | Coral      | 85         | —          | —          | —                             |
| 1958                                                                 | Heartbeat (en) / Well... All Right (extrait de The Buddy Holly Story, Vol. 2)        | Buddy Holly              | Coral      | 82         | 4          | 30         | The Buddy Holly Story         |
| 1959                                                                 | It Doesn't Matter Anymore (en) /                                                     | Buddy Holly              | Coral      | 13         | —          | 1          | The Buddy Holly Story         |
| 1959                                                                 | Raining in My Heart (en)                                                             | Buddy Holly              | Coral      | 88         | —          | —          | The Buddy Holly Story         |
| 1959                                                                 | Peggy Sue Got Married (en) / Crying, Waiting, Hoping                                 | Buddy Holly              | Coral      | —          | —          | —          | The Buddy Holly Story, Vol. 2 |
| 1960                                                                 | True Love Ways (en) / That Makes It Tough                                            | Buddy Holly              | Coral      | —          | —          | 25         | The Buddy Holly Story, Vol. 2 |
| 1962                                                                 | Reminiscing / Wait 'Til the Sun Shines, Nellie                                       | Buddy Holly              | Coral      | —          | —          | 17         | Reminiscing (en)              |
| 1963                                                                 | Bo Diddley / True Love Ways (extrait de The Buddy Holly Story, Vol. 2)               | Buddy Holly              | Coral      | 116        | —          | 4          | Reminiscing (en)              |
| 1963                                                                 | Brown Eyed Handsome Man / Wishing (extrait de Holly in the Hills)                    | Buddy Holly              | Coral      | 113        | —          | 3          | Reminiscing (en)              |
| 1964                                                                 | I'm Gonna Love You Too (extrait de Buddy Holly) / Rock Around with Ollie Vee         | Buddy Holly              | Coral      | —          | —          | —          | Showcase (en)                 |
| 1965                                                                 | What to Do / Slippin' and Slidin' (extrait de Reminiscing)                           | Buddy Holly              | Coral      | —          | —          | 34         | Holly in the Hills (en)       |
| 1969                                                                 | Love Is Strange / You're the One                                                     | Buddy Holly              | Coral      | 105        | —          | —          | Giant (en)                    |
| — indique que le single n'est pas entré dans le classement concerné. |                                                                                      |                          |            |            |            |            |                               |

## Albums

### Albums studios
| Année                                                          | Titre                   | Artiste                       | Détails de l'album                                                      | Classement   |
| Année                                                          | Titre                   | Artiste                       | Détails de l'album                                                      | Royaume-Uni, |
| -------------------------------------------------------------- | ----------------------- | ----------------------------- | ----------------------------------------------------------------------- | ------------ |
| 1957                                                           | The "Chirping" Crickets | The Crickets                  | - Novembre 1957 - Label : Brunswick (BL 54038) (mono) - Format : vinyle | 5            |
| 1958                                                           | Buddy Holly             | Buddy Holly                   | - Mars 1958 - Label : Coral (CRL 57210) (mono) - Format : vinyle        | -            |
| 1958                                                           | That'll Be the Day      | Buddy Holly & The Three Tunes | - Avril 1958 - Label: Decca (DL 8707) (mono) - Format: vinyle           | 5            |
| "-" correspond aux albums qui n'entrèrent pas dans les charts. |                         |                               |                                                                         |              |

### Compilations
| Année                                                          | Titre                                                                     | Détails                                                                                | Classements | Classements | Classements | Certifications        |
| Année                                                          | Titre                                                                     | Détails                                                                                | US          | NZ          | UK,         | Certifications        |
| -------------------------------------------------------------- | ------------------------------------------------------------------------- | -------------------------------------------------------------------------------------- | ----------- | ----------- | ----------- | --------------------- |
| 1959                                                           | The Buddy Holly Story                                                     | - 28 février 1959 - Label: Coral (CRL 57279) (mono) - Format : vinyle                  | 11          | —           | 2           | US: Gold              |
| 1960                                                           | The Buddy Holly Story, Vol. 2                                             | - Avril 1960 - Label : Coral (CRL 57326) (mono) - Format : vinyle                      | 41          | —           | 7           |                       |
| 1963                                                           | Reminiscing (en)                                                          | - Février 1963 - Label : Coral (CRL 57426/757426) (mono/stereo) - Format : vinyle      | 40          | —           | 2           |                       |
| 1964                                                           | Showcase (en)                                                             | - Mai 1964 - Label : Coral (CRL 57450/757450) (mono/stereo) - Format : vinyle          | —           | —           | 3           |                       |
| 1965                                                           | Holly in the Hills (en)                                                   | - Janvier 1965 - Label : Coral (CRL 57463/757463) (mono/stereo) - Format : vinyle      | —           | —           | 13          |                       |
| 1966                                                           | The Best of Buddy Holly                                                   | - Avril 1966 - Label : Coral (CXB-8, mono)/(7CXSB-8, stereo) - Format : vinyle (2 LPs) | —           | —           | —           | UK: Gold              |
| 1967                                                           | Buddy Holly's Greatest Hits                                               | - Mars 1967 - Label : Coral (CRL 57492/757492) (mono/stereo) - Format : vinyle         | —           | —           | 9           |                       |
| 1969                                                           | Giant (en)                                                                | - Mars 1969 - Label : Coral (CRL 757504) (stereo) - Format : vinyle                    | —           | —           | 13          |                       |
| 1972                                                           | Buddy Holly: A Rock & Roll Collection                                     | - Aout 1972 - Label : Decca (DSXE7-207) (stereo) - Format : vinyle                     | —           | —           | —           |                       |
| 1978                                                           | 20 Golden Greats (en) ou Buddy Holly Lives                                | - 17 février 1978 - Label : EMI (EMTV 8) - Format : vinyle                             | 55          | —           | 1           | US: Gold UK: Platinum |
| 1979                                                           | The Complete Buddy Holly                                                  | - 1979 - Label : MCA (6-80000) - Format : vinyle (box set)                             | —           | —           | —           |                       |
| 1981                                                           | Love Songs 20 Love Songs (titre américain)                                | - 1981 - Label : MCA - Format : vinyle                                                 | —           | —           | —           | UK: Gold              |
| 1982                                                           | The Great Buddy Holly                                                     | - Novembre 1982 - Label : MCA (31037) - Format : vinyle                                | —           | —           | —           |                       |
| 1983                                                           | For the First Time Anywhere                                               | - Février 1983 - Label : MCA (MCA-27059) - Format : vinyle                             | —           | —           | —           |                       |
| 1985                                                           | From the Original Master Tapes                                            | - 1985 - Label: MCA (MCAD-5540) - Format: CD                                           | —           | —           | —           |                       |
| 1989                                                           | True Love Ways                                                            | - Février 1989 - Label : Telstar (STAR 2339) - Format : vinyle                         | —           | 24          | 8           | UK: Gold              |
| 1993                                                           | Words of Love (en)                                                        | - 8 février 1993 - Label: PolyGram (TV 5144872) - Format: CD                           | —           | 20          | 1           | UK: Gold              |
| 1993                                                           | The Buddy Holly Collection                                                | - 28 septembre 1993 - Label: MCA (B000002OPE) - Format: CD (2 CD)                      | —           | —           | —           |                       |
| 1996                                                           | Greatest Hits                                                             | - 24 septembre 1996 - Label: MCA (MCAD-11536) - Format: CD                             | —           | —           | —           |                       |
| 1996                                                           | The Very Best of Buddy Holly                                              | - 25 novembre 1996 - Label: Dino (DINCD 133) - Format: CD                              | —           | —           | 24          | UK: Gold              |
| 1999                                                           | 20th Century Masters - The Millennium Collection: The Best of Buddy Holly | - 20 avril 1999 - Label: MCA (B00000I9CN) - Format: CD                                 | —           | —           | —           |                       |
| 1999                                                           | The Very Best of Buddy Holly & the Crickets                               | - Aout 1999 - Label: Universal Music TV (112 046-2/4) - Format: CD/Cassette            | —           | 12          | 13          |                       |
| 2005                                                           | Buddy Holly Gold                                                          | - 2005 - Label: Geffen/Decca (B000ATJZ4S) - Format: CD (2 CD)                          | —           | —           | —           |                       |
| 2008                                                           | Not Fade Away                                                             | - 2008 - Label: Universal Music Special Markets (B009424-02) - Format: CD              | 101         | —           | —           |                       |
| 2009                                                           | Down the Line: Rarities                                                   | - 27 janvier 2009 - Label: Decca/Geffen (B0011675-02) - Format: CD (2 CD)              | —           | —           | —           |                       |
| 2009                                                           | Memorial Collection                                                       | - 10 février 2009 - Label: Decca/Geffen (B0011337-02) - Format: CD (3 CD)              | —           | —           | —           |                       |
| 2009                                                           | Not Fade Away: The Complete Studio Recordings and More                    | - 30 octobre 2009 - Label: Hip-O Select (B0011337-02) - Format: CD (6 CD)              | —           | —           | —           |                       |
| 2014                                                           | The Very Best of Buddy Holly and the Crickets                             | - 28 avril 2014 - Label: Not Now (B00J90AD36) - Format: CD (3 CD)                      | —           | —           | —           |                       |
| 2018                                                           | True Love Ways (avec le Royal Philharmonic Orchestra)                     | - 16 novembre 2018 - Label: Decca Records - Format: CD, digital download               | —           | —           | 10          |                       |
| "—" correspond aux albums qui n'entrèrent pas dans les charts. |                                                                           |                                                                                        |             |             |             |                       |